# 1995 BJ4
1995 BJ4 är en asteroid i huvudbältet som upptäcktes den 28 januari 1995 av de båda japanska astronomerna Seiji Ueda och Hiroshi Kaneda i Kushiro.
Asteroiden har en diameter på ungefär 12 kilometer.